# Paul Tournal
Paul Tournal (Narbona, 11 de gener de 1805 - 12 de febrer de 1872) va ser un farmacèutic, naturalista i arqueòleg francès. Va ser l'introductor mundial del terme prehistòria l'any 1831. Dedicà gran part de la seva vida a les excavacions arqueològiques. Va ser arran dels descobriments de restes humanes a la cova de Las Fonts (o du Moulin) de Bize l'any 1827 quan en la comunicació científica d'aquestes troballes emprà la paraula prehistòria. Tournal va ser un seguidor del socialisme utòpic de Claude-Henri de Rouvroy, Comte de Saint-Simon.